# Alvsjön, Närke
Alvsjön är en sjö i Finspångs kommun och Hallsbergs kommun i Närke och ingår i Motala ströms huvudavrinningsområde. Sjön har en area på 0,345 kvadratkilometer och ligger 83 meter över havet.

## Delavrinningsområde
Alvsjön ingår i det delavrinningsområde (652755-148352) som SMHI kallar för Mynnar i Avern. Medelhöjden är 88 meter över havet och ytan är 9,83 kvadratkilometer. Det finns ett avrinningsområde uppströms, och räknas det in blir den ackumulerade arean 17,01 kvadratkilometer. Vattendraget som avvattnar avrinningsområdet har biflödesordning 3, vilket innebär att vattnet flödar genom totalt 3 vattendrag innan det når havet efter 66 kilometer. Avrinningsområdet består mestadels av skog (77 procent) och sankmarker (12 procent). Avrinningsområdet har 0,58 kvadratkilometer vattenytor vilket ger det en sjöprocent på 5,9 procent.